# Tommy Wingels
Tommy Wingels (né le 12 avril 1988 à Evanston dans l'État d'Illinois aux États-Unis) est un joueur professionnel américain de hockey sur glace.

## Biographie

### Carrière en club
Au terme de sa première saison avec l'équipe de hockey des Redhawks de l'Université Miami, Tommy Wingels est repêché par les Sharks de San José au 177e rang de la sixième ronde du repêchage d'entrée de 2008 dans la Ligue nationale de hockey. 
Il fait ses débuts dans la LNH le 8 octobre 2010 lors d'un match des Sharks contre les Blue Jackets de Columbus. Il marque son premier but dans la LNH le 15 janvier 2012 contre les Blackhawks de Chicago. Après avoir joué deux saisons entre San José et les Sharks de Worcester, franchise affilié aux Sharks dans la Ligue américaine de hockey, il fait ses débuts en tant que joueur régulier de San José en 2012-2013 en jouant 42 des 48 parties de la saison écourtée en raison d'un lock-out.
Le 24 janvier 2017, il est échangé aux Sénateurs d'Ottawa en retour de Zack Stortini, Buddy Robinson et un choix de septième tour en 2017.

### Carrière internationale
Il représente les États-Unis au niveau international.

## Statistiques

### En club
| Saison     | Équipe                      | Ligue      |     | Saison régulière | Saison régulière | Saison régulière | Saison régulière | Saison régulière |   | Séries éliminatoires | Séries éliminatoires | Séries éliminatoires | Séries éliminatoires | Séries éliminatoires |
| Saison     | Équipe                      | Ligue      | PJ  | B                | A                | Pts              | Pun              | PJ               | B | A                    | Pts                  | Pun                  |                      |                      |
| 2006-2007  | RoughRiders de Cedar Rapids | USHL       | 47  | 10               | 18               | 28               | 52               | 6                | 3 | 0                    | 3                    | 6                    |                      |                      |
| 2007-2008  | Redhawks de Miami           | NCAA       | 42  | 15               | 14               | 29               | 22               | -                | - | -                    | -                    | -                    |                      |                      |
| 2008-2009  | Redhawks de Miami           | NCAA       | 41  | 11               | 17               | 28               | 66               | -                | - | -                    | -                    | -                    |                      |                      |
| 2009-2010  | Redhawks de Miami           | NCAA       | 44  | 17               | 25               | 42               | 49               | -                | - | -                    | -                    | -                    |                      |                      |
| 2010-2011  | Sharks de San José          | LNH        | 5   | 0                | 0                | 0                | 0                | -                | - | -                    | -                    | -                    |                      |                      |
| 2010-2011  | Sharks de Worcester         | LAH        | 69  | 17               | 16               | 33               | 69               | -                | - | -                    | -                    | -                    |                      |                      |
| 2011-2012  | Sharks de San José          | LNH        | 33  | 3                | 6                | 9                | 18               | 5                | 0 | 1                    | 1                    | 7                    |                      |                      |
| 2011-2012  | Sharks de Worcester         | LAH        | 29  | 13               | 8                | 21               | 28               | -                | - | -                    | -                    | -                    |                      |                      |
| 2012-2013  | KooKoo Kouvola              | Mestis     | 18  | 8                | 14               | 22               | 33               | -                | - | -                    | -                    | -                    |                      |                      |
| 2012-2013  | Sharks de San José          | LNH        | 42  | 5                | 8                | 13               | 26               | 11               | 0 | 2                    | 2                    | 6                    |                      |                      |
| 2013-2014  | Sharks de San José          | LNH        | 77  | 16               | 22               | 38               | 35               | 7                | 0 | 3                    | 3                    | 4                    |                      |                      |
| 2014-2015  | Sharks de San José          | LNH        | 75  | 15               | 21               | 36               | 40               | -                | - | -                    | -                    | -                    |                      |                      |
| 2015-2016  | Sharks de San José          | LNH        | 68  | 7                | 11               | 18               | 63               | 22               | 2 | 0                    | 2                    | 21                   |                      |                      |
| 2016-2017  | Sharks de San José          | LNH        | 37  | 5                | 3                | 8                | 15               | -                | - | -                    | -                    | -                    |                      |                      |
| 2016-2017  | Sénateurs d'Ottawa          | LNH        | 36  | 2                | 2                | 4                | 12               | 9                | 0 | 0                    | 0                    | 4                    |                      |                      |
| 2017-2018  | Blackhawks de Chicago       | LNH        | 57  | 7                | 5                | 12               | 43               | -                | - | -                    | -                    | -                    |                      |                      |
| 2017-2018  | Bruins de Boston            | LNH        | 18  | 2                | 3                | 5                | 2                | 4                | 0 | 0                    | 0                    | 0                    |                      |                      |
| 2018-2019  | Genève-Servette HC          | NL         | 19  | 11               | 7                | 18               | 10               | 2                | 2 | 1                    | 3                    | 0                    |                      |                      |
| 2019-2020  | Genève-Servette HC          | NL         | 44  | 16               | 23               | 39               | 41               | -                | - | -                    | -                    | -                    |                      |                      |
| Totaux LNH | Totaux LNH                  | Totaux LNH | 448 | 62               | 81               | 143              | 254              | 58               | 2 | 6                    | 8                    | 42                   |                      |                      |

### En équipe nationale
| Année | Compétition          |   | PJ | B | A | Pts | Pun      |  | Résultat |
| 2014  | Championnat du monde | 7 | 0  | 0 | 0 | 6   | 6e place |  |          |